# アラン・リトルジョン
アラン・リトルジョン（英語: Alan Littlejohn、1928年1月4日 - 1996年11月22日）はイギリスのジャズ・トランペット及びフリューゲルホルン奏者、バンドリーダー。ロンドン生まれ。ベン・ウェブスター、アール・ハインズ、ビル・コールマン、サニー・ディー、ローリー・チェスコウ、アルヴィン・ロイ、ビリー・バターフィールドらとの共演が特筆すべき演奏として挙げられる。